# マリー・ド・ヴァロワ (カラブリア公妃)

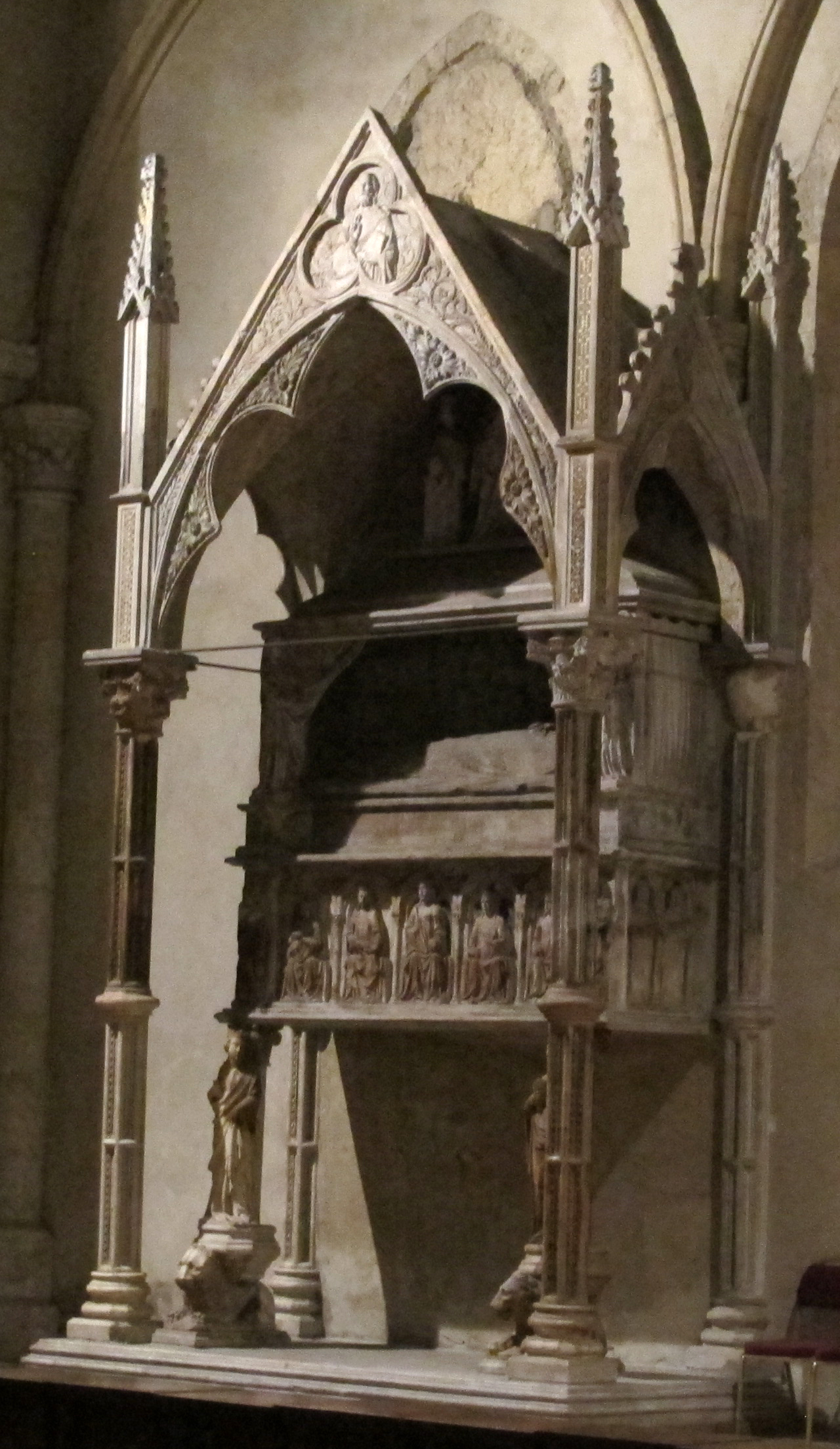
サンタ・キアラ教会のマリーの墓

マリー・ド・ヴァロワ（フランス語: Marie de Valois, 1309年 - 1331年10月23日）またはマリア・ディ・ヴァロイス（イタリア語: Maria di Valois）は、ヴァロワ伯シャルルとマオー・ド・シャティヨンの間の長女。ナポリ女王ジョヴァンナ1世の母。

## 生涯
マリーは1323年に14歳でカラブリア公カルロと結婚した。シャルルの最初の妃カタリーナ・フォン・ハプスブルクは子供なく死去し、マリーとは2度目の結婚であった。マリーはフィレンツェの上流階級の婦人たちが手に入れられるものを身に着けられるよう夫を説得し、感謝された。
カルロとの間に5人の子女をもうけた。
- エリオーザ（1325年1月/2月 - 12月27日）
- マリア（1326年4月 - 1328年）
- カルロ・マルテッロ（1327年4月13日フィレンツェ - 1327年4月21日フィレンツェ）
- ジョヴァンナ（1328年 - 1382年） - ナポリ女王（ジョヴァンナ1世）
- マリア（1329年 - 1366年） - アルバ女伯。ドゥラッツォ公カルロと結婚。

ジョヴァンナは後にナポリ女王となった。末娘のマリアはカルロの死から6ヵ月後に生まれ、アルバ女伯となった。
マリーの夫カルロは1328年に死去したが、マリーは再婚はしなかった。マリーは1331年にバーリへの巡礼の途上で22歳で死去した。